# Jamnik (Bugaj)
Jamnik – część wsi Bugaj w Polsce, położona w województwie małopolskim, w powiecie wadowickim, w gminie Kalwaria Zebrzydowska.
W latach 1975–1998 Jamnik należał administracyjnie do województwa bielskiego.